# Formel 1-rekord
Formel 1-rekord är en sammanställning av ett urval gällande rekord inom formel 1.
| Vad                                     | Vem/Vilken/Vilket                              | Rekord                                    | När                                                  |
| --------------------------------------- | ---------------------------------------------- | ----------------------------------------- | ---------------------------------------------------- |
| Flest förartitlar                       | Michael Schumacher & Lewis Hamilton            | 7                                         | Belgien 2004 Turkiet 2020                            |
| Flest konstruktörstitlar                | Ferrari                                        | 16                                        | Brasilien 2008                                       |
| Konstruktör med flest förartitlar       | Ferrari                                        | 15                                        | Brasilien 2007                                       |
| Flest lopp                              | Fernando Alonso                                | 403                                       | Abu Dhabi 2021                                       |
| Flest lopp utan seger                   | Andrea de Cesaris                              | 214                                       | Europa 1994                                          |
| Flest vunna lopp                        | Lewis Hamilton                                 | 104                                       | Storbritannien 2024                                  |
| Flest vunna lopp i rad                  | Max Verstappen                                 | 10                                        | Italien 2023                                         |
| Flest vunna lopp under en säsong        | Max Verstappen                                 | 19                                        | Abu Dhabi 2023                                       |
| Flest pole position                     | Lewis Hamilton                                 | 104                                       | Ungern 2023                                          |
| Flest pole position i rad               | Ayrton Senna                                   | 8                                         | USA 1989                                             |
| Flest snabbaste varv                    | Michael Schumacher                             | 77                                        | Tyskland 2012                                        |
| Flest hat trick                         | Michael Schumacher                             | 22                                        | Frankrike 2006                                       |
| Flest pallplatser                       | Lewis Hamilton                                 | 200                                       | Storbritannien 2024                                  |
| Flest pallplatser i rad                 | Michael Schumacher                             | 19                                        | Japan 2002                                           |
| Flest pallplatser i rad för en rookie   | Lewis Hamilton                                 | 9                                         | Storbritannien 2007                                  |
| Flest pallplatser utan seger            | Lando Norris                                   | 14                                        | Malaysia 2011                                        |
| Flest poäng utan seger                  | Nico Hulkenberg                                | 552                                       | Storbritannien 2024                                  |
| Flest lopp utan seger                   | Andrea de Cesaris                              | 219                                       | Europa 1994                                          |
| Flest poäng i rad                       | Kimi Räikkönen                                 | 27                                        | Ungern 2013                                          |
| Förare med högst vinstprocent           | Lee Wallard                                    | 50 %                                      | Indianapolis 1951                                    |
| Förare som vunnit sitt debutlopp        | Nino Farina Johnnie Parsons Giancarlo Baghetti | -                                         | Storbritannien 1950 Indianapolis 1950 Frankrike 1961 |
| Förare som förolyckats i sitt debutlopp | Jo Schlesser                                   | -                                         | Frankrike 1968                                       |
| Kvinna som tagit flest poäng            | Lella Lombardi                                 | 0,5                                       | Spanien 1975                                         |
| Flest bilar i mål i samma lopp          | Europas Grand Prix                             | 24                                        | Europa 2011                                          |
| Flest förare i mål i samma lopp         | Indianapolis Grand Prix                        | 31                                        | Indianapolis 1954                                    |
| Längsta tävlingsbanan                   | Pescara                                        | 25,579 km                                 | Pescara 1957                                         |
| Minsta segermarginal                    | Peter Gethin                                   | 1/100 sekund                              | Italien 1971                                         |
| Sämsta startposition för en vinnare     | John Watson                                    | 22                                        | USA West 1983                                        |
| Varmaste loppet                         | Bahrains Grand Prix                            | 42°C i luften                             | Bahrain 2005                                         |
| Yngste föraren att starta i ett lopp    | Max Verstappen Lance Stroll                    | 17 år och 166 dagara 18 år och 149 dagara | Australien 2015 Australien 2017                      |
| Yngste föraren att ta poäng             | Max Verstappen                                 | 17 år och 166 dagar                       | Australien 2015                                      |
| Yngste föraren att vinna ett lopp       | Max Verstappen                                 | 18 år och 228 dagar                       | Spanien 2016                                         |
| Yngste föraren i första startledet      | Ricardo Rodriguez                              | 19 år och 208 dagar                       | Italien 1961                                         |
| Yngste föraren i pole position          | Sebastian Vettel                               | 21 år och 73 dagar                        | Italien 2008                                         |
| Yngste världsmästaren                   | Sebastian Vettel                               | 23 år och 134 dagar                       | Abu Dhabi 2010                                       |
| Äldste föraren                          | Louis Chiron                                   | 55 år och 292 dagar                       | Monaco 1955                                          |
| Äldste föraren att ta poäng             | Philippe Étancelin                             | 53 år och 249 dagar                       | Italien 1950                                         |
| Äldste vinnaren av ett lopp             | Luigi Fagioli                                  | 53 år och 22 dagar                        | Frankrike 1951                                       |
| Äldste världsmästaren                   | Juan Manuel Fangio                             | 46 år och 76 dagar                        | Italien 1957                                         |

- ^a  – Lance Stroll innehar rekordet med dagens regler. När Max Verstappen satte sitt rekord fanns det ingen uttalad åldersgräns för att debutera i F1. Från 2016 är 18 år lägsta åldern för att få starta i ett F1-lopp.[1]